# Chris Peeters (muzikant)
Chris Peeters is een Belgische gitarist en studiomuzikant. Hij was tussen 1999 en 2012 regelmatig te zien op tv als gitarist van De Laatste Showband in het praatprogramma De Laatste Show op Eén. Tevens speelde hij bij Clouseau.